# Alina Sode
Alina Sode est une joueuse danoise de volley-ball née le 22 février 1995. Elle mesure 1,79 m et joue au poste de réceptionneuse-attaquante. Elle totalise 52 sélections en équipe du Danemark.

## Clubs
| Club                  | De        | À         |
| --------------------- | --------- | --------- |
| DHG Odense            | 2001-2002 | 2002-2003 |
| VK Hjallese           | 2003-2004 | 2005-2006 |
| Fortuna Odense Volley | 2006-2007 | 2014-2015 |
| Amager VK             | 2015-2016 | 2015-2016 |
| Brøndby VK            | 2016-2017 | …         |

## Palmarès
- Coupe du Danemark
  - Vainqueur : 2011, 2016, 2018.
  - Finaliste : 2017.
- Championnat du Danemark
  - Vainqueur : 2018.
  - Finaliste : 2017, 2019, 2020.